# Konami Justifier

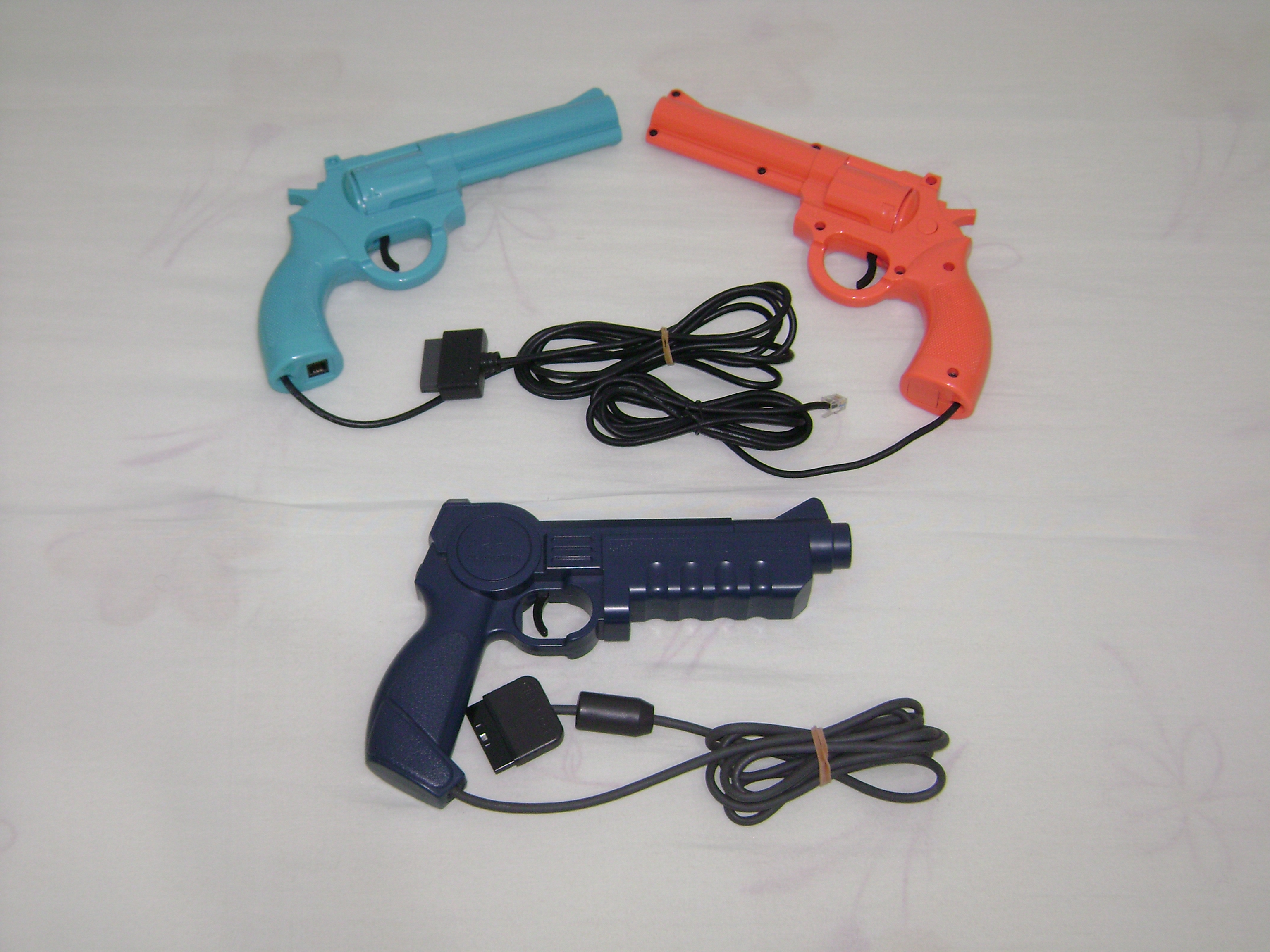
Pistolas Justifier para o Super Nintendo (acima) e pistola Hyper Blaster (abaixo).

A Konami Justifier (também conhecida como Justice Fire (ジャスティスファイヤー) e Hyper Blaster (ハイパーブラスター)) era uma light gun usada em alguns arcades e consoles de videogame desenvolvidos e/ou distribuídos pela Konami e Sega. A Konami produziu variações da pistola para os consoles: Mega Drive/Sega CD, Super Nintendo e Sony PlayStation. A pistola tinha aparência similar a Colt Python nas versões para Mega Drive e Super Nintendo, e tinha o nome de Justice Fire no Japão e Justifier no resto do mundo.
Durante o início dos anos 1990, era controversa pelo fato de ser realista e usada em jogos eletrônicos igualmente realistas. Foi usada como exemplo nas audiências do Congresso dos Estados Unidos de 1992 a 1993. As versões da Sega e da Nintendo incluíam uma pistola azul parecida com um revólver que conectava-se ao console, e uma rara Justifier rosa de design similar que encaixava-se na pistola azul ao invés do console. A versão da Sony da pistola era em cor verde e somente funciona no primeiro encaixe de controle no design original do PlayStation, e tinha o nome de Hyper Blaster no Japão e possui a cor azul-marinho. A versão da Sony foi a primeira light gun no PlayStation, sendo a segunda a GunCon, que foi produzida pela Namco.

## Jogos de Arcade
- Lethal Enforcers (1992)
- Lethal Enforcers II: Gun Fighters

## Jogos de consoles

### Sega Genesis
- Lethal Enforcers
- Lethal Enforcers II: Gunfighters

### Sega CD
- Lethal Enforcers
- Lethal Enforcers II: Gunfighters
- Snatcher
- Mad Dog McCree

### Super Nintendo
- Lethal Enforcers

### Sony PlayStation
- Area 51
- Crypt Killer
- Die Hard Trilogy
- Elemental Gearbolt
- Lethal Enforcers I and II
- Maximum Force: Pull the Trigger
- Project: Horned Owl